# Discografia

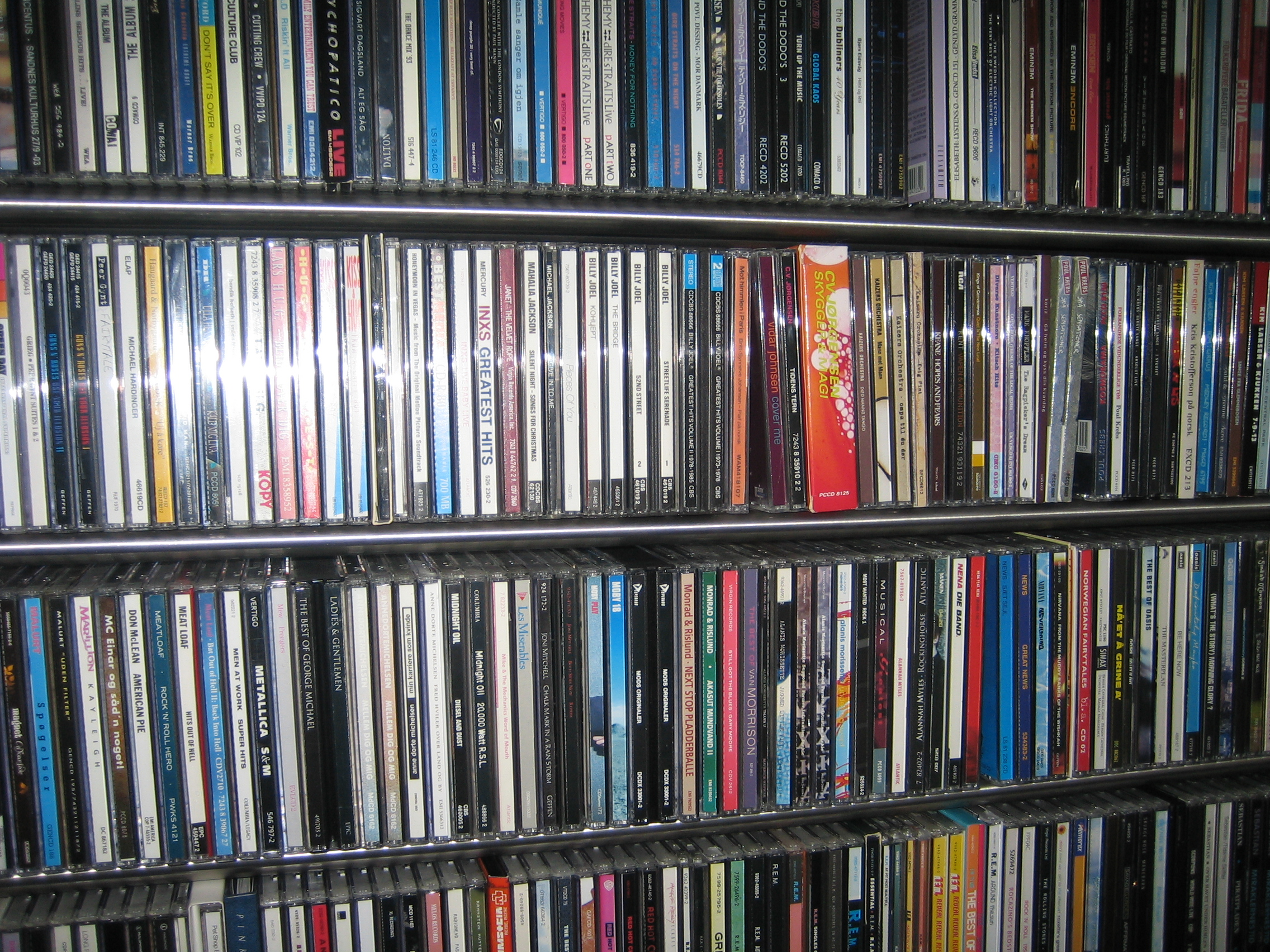
Coleção de CDs

Discografia é o estudo e listamento de gravações sonoras.
Esta palavra portmanteau vem de:
1. o disco de vinil, normalmente chamado de "disco", a mídia dominante das gravações sonoras da maior parte do século XX.
2. o sufixo -grafia, que significa algo que seja escrito (veja também autobiografia, grafologia e alguns outros).

Uma lista de todas as gravações que um músico ou cantor possui também pode ser chamada de "discografia". Adicionalmente, discografias podem ser compiladas baseadas em apenas um gênero musical ou selo de gravação, etc.
O termo "discografia" foi popularizado na década de 1930 por colecionadores de gravações de jazz. Fãs de Jazz pesquisavam e publicavam discografias sobre quando as gravações de jazz foram feitas e quais artistas estavam presentes naquela gravação, já que as companhias de gravação normalmente ainda não incluíam essa informação nas gravações naquela época.